# WE ARE ONE (TRICERATOPSのアルバム)
『WE ARE ONE』 （ウィ・アー・ワン）は、日本のロックバンド、TRICERATOPSの10枚目のアルバム。2010年9月8日、tearbridge recordsから発売。

## 内容
- 前作『MADE IN LOVE』から約2年ぶりとなるアルバム。
- タイトルは、「俺達一つなんだよ（和田）」という意味が込められている。
- 本作のジャケットは黄色の下地に黄色の文字で「WE ARE ONE」と書かれた非常にシンプルな作りになっている。和田はビートルズのアルバム『ザ・ビートルズ』の通称「ホワイト・アルバム」を挙げ、本作を「レモン・アルバム」と称している[1]。
- 本作はタワーレコード限定で発売された藤井フミヤとのコラボレーション曲『爆音Time』を始め、菅原卓郎（9mm Parabellum Bullet）、May J.とのコラボレーション曲が収録されている。コラボレーション楽曲は2001年に「TRICERATOPS with LISA」名義でリリースした『Believe the Light』以来約9年振りのことである。
- 楽曲の一部は発売前からバンドの公式Myspaceで公開されており、中にはフル公開されていた楽曲（『Neo Neo Mods』、『3000ワットのスピーカー』など）もあった。
- 本作の発売後に、コラボ曲と新曲を収録したコラボ・ミニアルバム『WE ARE ONE -CERTIFICATE-』がリリースされた。

## 本作の仕様
- 通常盤（CDのみ）
- 初回盤（CD+DVD）
  - 紙ジャケット仕様

## 収録曲
| 全作詞・作曲: 和田唱、全編曲: TRICERATOPS。 |                                                                   |        |            |      |
| #                                           | タイトル                                                          | 作詞   | 作曲・編曲 | 時間 |
| 1.                                          | 「あのね Baby」                                                   | 和田唱 | 和田唱     | 3:21 |
| 2.                                          | 「Neo Neo Mods」                                                  | 和田唱 | 和田唱     | 3:42 |
| 3.                                          | 「I GO WILD」                                                     | 和田唱 | 和田唱     | 3:29 |
| 4.                                          | 「Happy Saddy Mountain」                                          | 和田唱 | 和田唱     | 3:47 |
| 5.                                          | 「爆音Time (with 藤井フミヤ)」                                    | 和田唱 | 和田唱     | 4:32 |
| 6.                                          | 「Invisible〜透明のハグ〜」                                       | 和田唱 | 和田唱     | 3:32 |
| 7.                                          | 「ZOMBIES」                                                       | 和田唱 | 和田唱     | 4:24 |
| 8.                                          | 「Startin' Lovin' (with May J.)」                                 | 和田唱 | 和田唱     | 4:51 |
| 9.                                          | 「CanとCan'tのパスポート (with 菅原卓郎 (9mm Parabellum Bullet)」 | 和田唱 | 和田唱     | 3:57 |
| 10.                                         | 「後ろの君へ」                                                    | 和田唱 | 和田唱     | 4:21 |
| 11.                                         | 「3000ワットのスピーカー」                                        | 和田唱 | 和田唱     | 4:19 |
| 12.                                         | 「GIRLS」                                                         | 和田唱 | 和田唱     | 3:20 |
| 13.                                         | 「WE ARE ONE」                                                    | 和田唱 | 和田唱     | 4:24 |
| 14.                                         | 「Sexy Groove」(シークレットトラック)                             | 和田唱 | 和田唱     | 2:48 |
| 合計時間:                                   | 合計時間:                                                         | 54:47  |            |      |

| #  | タイトル                  | 作詞 | 作曲・編曲 |
| -- | ------------------------- | ---- | ---------- |
| 1. | 「I GO WILD」(MUSIC CLIP) |      |            |
| 2. | 「WE ARE ONE」(密着映像)  |      |            |

### 楽曲解説
1. あのね Baby
2. Neo Neo Mods
和田曰く「『自分の生き方、スタイルにポリシーを持とうぜ』って歌」[2]。
2010年5月から行われたツアーのタイトルにも使われた。
3. I GO WILD
26thシングル曲。本作で唯一のシングル曲である。
TBS系列「アナCAN」エンディングテーマ。
4. Happy Saddy Mountain
5. 爆音Time (with 藤井フミヤ)
タワーレコード限定で発売されたシングル曲。ゲストボーカルとして藤井フミヤが参加している。
6. Invisible〜透明のハグ〜
2009年に亡くなったフジファブリックの志村正彦に宛てて作られた曲である。和田曰く、この曲の製作中に一番頭の中にいたのが志村だったという。
7. ZOMBIES
8. Startin' Lovin' (with May J.)
本作のリードトラックであり、PVが製作されている。ゲストボーカルとしてMay J.が参加している。
PVでは和田がピアノを弾く場面が登場している。
9. CanとCan'tのパスポート (with 菅原卓郎 (9mm Parabellum Bullet)
ゲストボーカルとして菅原卓郎（9mm Parabellum Bullet）が参加している。元々菅原とデュエットで歌う事を想定して作られた曲だという。[3]
10. 後ろの君へ
11. 3000ワットのスピーカー
12. GIRLS
13. WE ARE ONE
本作のタイトル曲。
元々はHOME MADE 家族との共演をイメージして書いていた曲であり[4]、『WE ARE ONE -CERTIFICATE-』には、HOME MADE 家族と新たにコラボして作られた「WE ARE ONE-Fickle Remix-」が収録されている。
14. Sexy Groove（シークレットトラック）
冒頭約20秒のブランクを置いて始まる。